# Мосховайтсия
Мосховайтсия (лат. Moschowhaitsia) — род тероцефалов, живших во времена пермского периода (вятский век, 259,0—252,3 млн лет назад) на территории современных Владимирской и Нижегородской областей (Россия). Один из родов семейства вайтсиид (Whaitsiidae), либо единственный род в семействе мосховайтсиид (Moschowhaitsiidae). Входит в состав так называемой вязниковской фауны Восточной Европы.
Единственный вид — Moschowhaitsia vjuschkovi, описан Л. П. Татариновым в 1963 году из бассейна реки Оки во Владимирской области. Данные отложения принадлежат к пограничным пермотриасовым. Горгонопсов в то время уже не было и основными хищниками стали примитивные архозавры и крупные тероцефалы. Длина черепа мосховайтсии превышала 20 см — животное было размером с волка. Морда массивная, относительно короткая, зубы мощные, немногочисленные. Скуловые дуги широкие, затылочная часть черепа низкая.
Родственный тероцефал вяткозух (Viatkosuchus sumini) обнаружен в более древних отложениях Котельнича. Для вяткозуха известна значительная часть скелета — он обладал массивными относительно короткими ногами, причём передние ноги были «растопырены», как у крокодила. Возможно, подобные тероцефалы были относительно малоподвижны и охотились на мелкую добычу из засады. Мосховайтсия могла питаться и падалью. На лицевых костях мосховайтсии развиты отпечатки кровеносных сосудов — мягкие покровы морды были не очень толстыми, но хорошо кровоснабжались. Животное почти наверняка обладало вибриссами, но не имело мягких губ. Таким образом, тероцефалы обнаруживали некоторые признаки млекопитающих, хотя и не принадлежали к их прямым предкам.